# Lista över världens största sjöar
Detta är en lista över de största sjöarna i världen, de som är större än 3 000 km².
Arean på sjöar kan variera avsevärt över tiden, antingen säsongsmässigt eller från år till år. Detta gäller särskilt saltsjöar i torra klimat.
Denna förteckning omfattar inte reservoarer och laguner (om den gjorde det skulle Kara-Bogaz-Gol i Turkmenistan, Maracaibosjön i Venezuela och Voltasjön i Ghana komma in på plats 15, 17 och 19.

## Stabila sjöar
Kaspiska havet anses generellt som världens största sjö, men är snarare att anse som en oceanbassäng (sammanhängande med världsoceanen till 11 miljoner år sedan) än att vara en sjö tillhörande någon kontinentskorpa. Geologiskt är Maracaibosjön inte en sjö, utan en havsvik avgränsad med Tablazosundet.
| Kontinenters färgkod | Kontinenters färgkod | Kontinenters färgkod | Kontinenters färgkod | Kontinenters färgkod | Kontinenters färgkod | Kontinenters färgkod |
| -------------------- | -------------------- | -------------------- | -------------------- | -------------------- | -------------------- | -------------------- |
| Afrika               | Asien                | Europa               | Nordamerika          | Oceanien             | Sydamerika           | Antarktis            |

Oceansjöar
|   | Namn            | Länder med gränsande kustlinje                    | Area (km²) | Längd (km) | Max djup (m) | Volym (km³) | Miniatyrer (samma skala för samtliga sjöar) | Kommentar |
| - | --------------- | ------------------------------------------------- | ---------- | ---------- | ------------ | ----------- | ------------------------------------------- | --- |
| 1 | Kaspiska havet* | Kazakstan Turkmenistan Iran Azerbajdzjan Ryssland | 371 000    | 1199       | 1025         | 78200       |                                             | Ofta ansedd att vara världens största sjö. Geologiskt är dock Kaspiska havet en mindre ocean. *Kara-Bogaz-Gol är inte medräknad. |

Kontinentala sjöar
|    | Namn              | Länder med gränsande kustlinje                | Area (km²)  | Längd (km) | Max djup (m) | Volym (km³)  | Miniatyrer (samma skala för samtliga sjöar) | Kommentar |
| -- | ----------------- | --------------------------------------------- | ----------- | ---------- | ------------ | ------------ | ------------------------------------------- | --- |
| 2  | Michigan-Huron    | Kanada USA                                    | 117 702     | 710        | 282          | 8458         |                                             | Michigansjön och Huronsjön är hydrologiskt en sammanhängande sjö. När de räknas som separata sjöar kommer de på fjärde resp. femte plats.                                           |
| 3  | Övre sjön         | Kanada USA                                    | 82414       | 616        | 406          | 12100        |                                             | Traditionellt världens största sötvattenssjö, vid sidan om Michigan-Huronsjön. |
| 4  | Victoria          | Uganda Kenya Tanzania                         | 69485       | 322        | 84           | 2750         |                                             | Den största sjön i Afrika; också världens näst största sötvattenssjö om Michigan-Huronsjön räknas som separata sjöar.                                                               |
| 5  | Tanganyikasjön    | Burundi Tanzania Zambia Kongo-Kinshasa        | 32893       | 676        | 1470         | 18900        |                                             | Näst djupaste sjön i världen. |
| 6  | Bajkalsjön        | Ryssland                                      | 31500       | 636        | 1637         | 23600        |                                             | Djupaste sjön i världen. Största sötvattensvolymen i världen. Störst kustlinje inom ett lands gränser.                                                                              |
| 7  | Stora Björnsjön   | Kanada                                        | 31080       | 373        | 446          | 2236         |                                             | Största sjö inom Kanadas gränser |
| 8  | Malawisjön        | Tanzania Moçambique Malawi                    | 30044       | 579        | 706          | 8400         |                                             | Tredje största sjön i Afrika. Innehåller fler fiskarter än någon annan sjö i världen.                                                                                               |
| 9  | Stora Slavsjön    | Kanada                                        | 28930       | 480        | 614          | 2090         |                                             | Djupaste sjön i nordamerika |
| 10 | Eriesjön          | Kanada USA                                    | 25719       | 388        | 64           | 489          |                                             | De stora sjöarnas grundaste sjö |
| 11 | Winnipegsjön      | Kanada                                        | 23553       | 425        | 36           | 283          |                                             | Belägen i Manitoba, den största sjön inom en enskild provins. |
| 12 | Ontariosjön       | Kanada USA                                    | 19477       | 311        | 244          | 1639         |                                             | |
| 13 | Ladoga            | Ryssland                                      | 18130       | 219        | 230          | 908          |                                             | Europas största sjö |
| 14 | Balkhashsjön*     | Kazakstan                                     | <18 000     | 605        | 26           | 106          |                                             | Största sjön i Centralasien |
| 15 | Vostoksjön        | Antarktis territorium anspråkad av Australien | 15690       | 250        | 900-1000     | 5400 +/-1600 |                                             | Antarktis största sjö; också världens största underjordiska sjö. |
| 17 | Onega             | Ryssland                                      | 9891        | 248        | 120          | 280          |                                             | Europas näst största sjö |
| 18 | Titicacasjön      | Peru Bolivia                                  | 8135        | 177        | 281          | 893          |                                             | Sydamerikas största sjö om Maracaibosjön räknas bort (havsvik i Venezuela). |
| 19 | Nicaraguasjön     | Nicaragua                                     | 8001        | 177        | 26           | 108          |                                             | Centralamerikas största sjö |
| 20 | Athabascasjön     | Kanada                                        | 7920        | 335        | 243          | 204          |                                             | Saskatchewan/Albertas största sjö |
| 21 | Tajmyrsjön        | Ryssland                                      | 6990        | 250        | 26           | 12,8         |                                             | |
| 22 | Turkanasjön*      | Etiopien Kenya                                | 6405        | 248        | 109          | 204          |                                             | Världens största permanenta ökensjö, samt världens största alkaliska sjö. |
| 23 | Reindeersjön      | Kanada                                        | 6330        | 245        | 337          |              |                                             | |
| 24 | Ysyk-Köl*         | Kirgizistan                                   | 6200        | 182        | 668          | 1738         |                                             | |
| 25 | Urmiasjön*        | Iran                                          | 6001        | 130        | 16           |              |                                             | Mellanösterns största sjö |
| 26 | Vänern            | Sverige                                       | 5545        | 140        | 106          | 153          |                                             | Största sjön i EU |
| 27 | Winnipegosissjön  | Kanada                                        | 5403        | 245        | 18           |              |                                             | |
| 28 | Albertsjön        | Uganda Kongo-Kinshasa                         | 5299        | 161        | 58           | 280          |                                             | |
| 29 | Mwerusjön         | Zambia Kongo-Kinshasa                         | 5120        | 131        | 27           | 38           |                                             | |
| 30 | Nettillingsjön    | Kanada                                        | 5066        | 113        | 132          |              |                                             | Största sjön på en ö (Baffinön) |
| 31 | Södra Aralsjön*   | Kazakstan Uzbekistan                          | 5000        | 195        | 45           |              |                                             | Aralsjön var på 60-talet världens fjärde största sjö med 68 000 km². Södra Aralsjön uppskattas stabilisera sig på cirka 5 000 km² (2009 var östra aralsjön i huvudsaksak torrlagd). |
| 32 | Nipigonsjön       | Kanada                                        | 4843        | 116        | 165          |              |                                             | Största sjö helt inom Ontarios gräns. |
| 33 | Manitobasjön      | Kanada                                        | 4706        | 225        | 7            |              |                                             | |
| 34 | Stora Saltsjön*   | USA                                           | 4662        | 121        | 10           |              |                                             | USA:s största sjö om Michigan-Huronsjön räknas som separata sjöar. Också den största sjön inom en enskild delstats gränser (Utah).                                                  |
| 35 | Qinghaisjön*      | Kina                                          | 4489 (2007) |            |              |              |                                             | Östra Asiens största sjö |
| 36 | Saimen            | Finland                                       | 4400        |            | 82           | 36           |                                             | Flera delsjöar; 14 000 öar, 13 700 km sammanlagd kuststräcka |
| 37 | Lake of the Woods | Kanada USA                                    | 4350        | 110        | 64           |              |                                             | |
| 38 | Chanka            | Kina Ryssland                                 | 4190        |            | 10,6         |              |                                             | |

Anm.: Sjöars arealer kan variera något beroende på källa.
* Saltsjöar med varierande salthalt.

## Varierande sjöar
Ett större antal flodslätter överträffar 4 000 km² under regnperioder. Dessa inkluderar Tonlé Sap i Kambodja (2 700 km², översvämningar till 16 000 km²), Poyangsjön (1 000 km², översvämningar till 4 400 km²) och Dongtingsjön (2 820 km², översvämningar till 20 000 km²) i Kina, Niger Inland Delta i Mali, Sudd i Sudan (upp till 130 000 km²), Okavangodeltat i Botswana, Pantanal i Brasilien och Paraguay samt sträckor längs Amazonfloden. Det finns också ett antal regnsjöar (en:pluvial lake) som periodvis tidigare blivit översvämmade till 4 000 km². Under regniga år, uppträder följande större vattenansamlingar i Australien, Torrenssjön (upp till 5 700 km²) och området Lake Eyre (upp till 9 500 km²). 
Den antropogena och endorheiska Sarygamyshsjön mellan Uzbekistan och Turkmenistan har blivit cirka 5 000 km² efter sekelskiftet. 

## Största sjöar efter geografiskt område
- Afrika: Victoriasjön
- Antarktis: Vostoksjön (Underjordisk sjö)
- Asien: Bajkalsjön (eller Kaspiska havet, en mindre ocean)
- Oceanien: Eyresjön, efter översvämning: Tobasjön Lake Murray (geopolitiska Oceanien), Tauposjön eller Teganosjön)
- Europa: Ladoga
- Nordamerika: Övre sjön (eller Michigan-Huronsjön, om de räknas som en sjö)
- Sydamerika: Titicacasjön (eller Maracaibosjön, en bräckt vik i Karibien)